# Cisterna cerebellomidollare posteriore
La cisterna cerebellomidollare posteriore, detta anche cisterna magna, è la più grande delle cisterne liquorali subaracnoidee. Formata dal passaggio a ponte dell'aracnoide sopra la fessura cerebellomidollare, essa è quindi localizzata tra la superficie dorsale inferiore del cervelletto e la superficie dorsale del midollo allungato, venendo delimitata in avanti dalla faccia dorsale del bulbo, in alto dalla parte inferiore del verme cerebellare, lateralmente dalle amigdale cerebellari e posteriormente dalla già citata aracnoide, e comunica con il quarto ventricolo sia tramite il forame di Magendie, posto sul suo piano mediano, sia tramite i forami di Luschka, siti invece sulle sue facce laterali. Tramite questi fori, la cisterna magna mette quindi in comunicazione il resto del sistema ventricolare cerebrale con lo spazio subaracnoideo del canale spinale, con cui è continua inferiormente, consentendo il passaggio del liquido cefalorachidiano.
Le parti laterali della cisterna magna sono attraversate dalle due arterie vertebrali e dalle due arteri cerebellari infero posteriori, e da essa passano anche il nervo glossofaringeo (NC IX), il nervo vago (NC X), il nervo accessorio (NC XI), il nervo ipoglosso (XII) e il plesso corioideo.

## Nomenclatura
I principali testi di riferimento per la neuroanatomia sono in certa parte divisi nella nomenclatura della cisterna magna. Se infatti la Terminologia Anatomica, lo standard di riferimento nell'ambito dell'anatomia umana, classifica come sinonimi "cisterna magna" e "cisterna cerebellomidollare posteriore", non riconoscendo alcuna "cisterna cerebellomidollare", ma riconoscendo ma struttura distinta la "cisterna cerebellomidollare laterale", l'edizione 2020 dell'Anatomia del Gray definisce come sinonimi "cisterna magna" e "cisterna cerebellomidollare", senza riconoscere alcuna "cisterna cerebellomidollare laterale" separata.

## Importanza in clinica e diagnostica

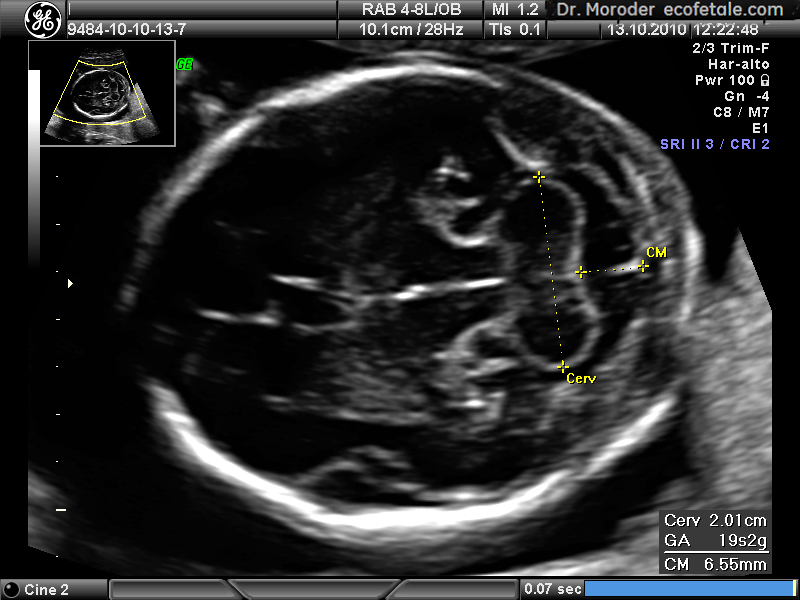
Sezione assiale modificata del cranio fetale a 19 settimane di gravidanza con rappresentazione della fossa cranica posteriore, misura del diametro trasverso del cervelletto e del diametro anteroposteriore della cisterna magna.

Qualora non sia possibile estrarre il liquido cefalorachidiano eseguendo una comune puntura lombare, questi può essere estratto con una puntura suboccipitale, una procedura piuttosto rischiosa eseguita perforando la cisterna magna con un ago inserito la protuberanza occipitale esterna e l'apofisi spinosa dell'epistrofeo.
Durante l'esame ecografico morfostrutturale svolto tra la tra la 20ª e la 22ª settimana di gravidanza, l'analisi della cisterna magna è parte dello studio dell'anatomia ecografica della fossa cranica posteriore. In particolare, una cisterna con diametro superiore ai 10 mm, che non ha solitamente un importante valore clinico, in presenza di altre anomalie craniche può essere considerata segno di un'anomalia cromosomica o essere espressione di una sindrome di Dandy-Walker, mentre una cisterna magna obliterata è associata alla spina bifida, una malformazione riscontrabile dal prolasso caudale del cervelletto che assume una caratteristica forma a banana.